# 희망더하기 자선야구대회
희망더하기 자선야구대회는 양준혁 스포츠재단에서 주관하는 불우이웃과 장애인들을 돕기위해 매년 12월 진행되는 친선 경기이다. 프로 야구 선수들과 연예인 야구단 선수, 선수 및 코치 자녀 등 대학, 고교 등 루키가 함께 참여하는 유일한 대회이다.

## 역대 대회

### 제1회
2012년 12월 2일 수원야구장

#### 평화팀
감독 : 김성근(고양 원더스 감독)
코치 : 박충식 (선수협 사무총장), 정민철 (한화 코치), 양준혁 (SBS 야구 해설위원, 양준혁 야구재단 대표)
투수 : 김광현, 박희수, 송은범 (이상 SK), 윤석민 (이상 KIA), 봉중근, 이동현 (이상 LG), 이우선 (삼성), 남윤성, 박성범 (이상 고양 원더스), 윤기호 (상무), 이용찬, 김선우 (두산) 
포수 : 장성우 (경찰청), 윤요섭 (LG), 양의지 (두산)
내야수 : 박병호, 서건창 (이상 넥센), 정근우, 최정 (이상 SK), 황재균 (롯데), 오재원 (두산)
외야수 : 정수빈 (두산), 이용규 (KIA), 박재홍 (SK) , 우지원 (SBS 농구 해설위원), 김창렬, 오지호 (이상 연예인 야구단)

#### 통일팀
감독 : 김인식(KBO)
코치 : 이종범 (한화 코치), 송진우 (한화 코치), 최태원 (LG 코치), 서용빈 (LG 코치)
투수 : 류현진, 안승민, 유창식 (이상 한화), 송승준, 김사율 (이상 롯데), 한현희, 손승락 (이상 넥센), 서재응 (KIA), 김진성 (NC), 장원준 (경찰청), 임현준 (상무) 
포수 : 이지영 (삼성), 허준 (NC), 김상훈 (KIA)
내야수 : 김상수, 박석민 (이상 삼성), 조성환 (롯데), 박진만 (SK), 정성훈 (LG), 이여상, 김태균 (한화)
외야수 : 김현수, 임재철 (두산), 박한이 (삼성), 김태균, 이하늘, 김성수 (이상 연예인 야구단)

### 제2회
2013년 12월 7일 대구시민야구장

#### 종범신 팀
감독 : 이종범 (前 KIA)
투수 : 배영수 (삼성), 유희관 (두산), 윤희상 (SK), 이혜천, 이성민 (이상 NC), 유창식 (한화), 신정락 (LG)
포수 : 진갑용 (삼성), 허도환 (넥센), 홍성흔 (두산)
내야수 : 김상수 (삼성), 김민성 (넥센), 최준석, 이여상, 황재균,  조성환 (이상 롯데), 안치홍 (KIA) 
외야수 : 박한이 (삼성), 김종호 (NC), 문우람 (넥센), 김현수 (두산), 권희동 (NC), 마해영 (XTM 야구 해설위원), 김한수 (삼성 코치), 정민철 (한화 코치), 이대진 (KIA 코치), 염용석 (SBS 아나운서), 박철민, 정준하 (이상 연예인)

#### 양신 팀
감독 : 양준혁 (前 삼성)
투수 : 김광현 (SK), 이재학 (NC), 최향남, 장원준 (롯데), 강윤구 (넥센), 안승민 (한화), 이우선 (삼성), 임창용 (시카고 컵스) 
포수 : 강민호 (롯데), 조인성 (SK) 
내야수 : 손주인 (LG), 최동수 (LG 코치), 신본기 (롯데), 이대수 (한화), 김선빈 (KIA), 강명구 (삼성)
외야수 : 정수빈 (두산), 나성범 (NC), 김강민 (SK), 서용빈 (LG 코치), 최태원 (LG 코치), 조웅천 (SK 코치), 허민 (고양 원더스 구단주), 안지환 (성우), 전현무 (방송인), 최현호 (핸드볼 선수 출신 영화 배우)

### 제3회
2014년 12월 7일 목동 야구장

#### 종범신 팀
감독 : 이종범 (前 KIA)
코치 : 마해영 (대구고 코치), 송지만 (넥센), 정민철 (한화 코치), 이숭용 (kt 코치)
투수 : 양현종 (KIA), 윤석민 (볼티모어 올리올스), 유희관 (두산), 김진우 (KIA), 이태양 (한화), 임태훈 (두산), 서재응 (KIA)
포수 : 조인성 (한화), 김태군 (NC), 윤요섭 (LG)
내야수 : 김태균 (한화), 최정 (SK), 김선빈 (KIA), 손주인 (LG), 이여상 (롯데)
외야수 : 나성범 (NC), 이호준 (NC), 조동화 (SK), 김창렬 (방송인), 정준하 (방송인), 최현호 (핸드볼 선수 출신 영화 배우), 장우혁 (방송인), 이휘재 (방송인)

#### 양신 팀
감독 : 양준혁 (前 삼성) 
코치 : 서용빈 (주니치 코치), 조성환 (롯데 전력분석), 조웅천 (SK 코치), 이우선 (삼성 코치), 최태원 (LG 코치)
투수 : 김광현 (SK), 송승준 (롯데), 유창식 (한화), 윤희상 (SK), 이재학 (NC), 정인욱 (삼성), 이동현 (LG)
포수 : 강민호 (롯데), 김민수 (한화)
내야수 : 최준석 (롯데), 박석민 (삼성), 황재균 (롯데), 박계현 (SK), 김상수 (삼성), 박경수 (LG)
외야수 : 박한이 (삼성), 정수빈 (두산), 김강민 (SK), 박수홍 (방송인), 김은아 (방송인), 박수애 (방송인), 박철민 (방송인)

### 제4회
2015년 12월 6일 고척스카이돔

#### 종범신 팀
감독 : 이종범 (前 KIA)
코치 : 정민태 (한화 코치), 이숭용 (kt 코치), 김선우 (MBC 스포츠+ 해설위원)
투수 : 윤석민 (KIA), 함덕주 (두산), 심동섭 (KIA), 김혁민 (상무), 조무근 (kt), 이대은 (지바 롯데)
포수 : 김태군 (NC)
내야수 : 이여상 (롯데), 박병호 (넥센), 김선빈 (상무), 박효준 (뉴욕 양키스), 홍성흔 (두산), 이대수 (SK)
외야수 : 오정복 (kt), 민병헌 (두산), 박용택 (LG), 조동화 (SK), 배지현 (방송인), 이휘재 (방송인)

#### 양신 팀
감독 : 양준혁 (前 삼성) 
코치 : 조웅천 (SK 코치), 이우선 (삼성 코치), 최태원 (LG 코치)
투수 : 김광현 (SK), 유희관 (두산), 송승준 (롯데), 더스틴 니퍼트 (두산), 유창식 (KIA), 이용찬 (상무), 엄상백 (kt), 홍건희 (KIA)
포수 : 윤요섭 (kt)
내야수 : 최준석 (롯데), 최형우 (삼성), 박계현 (SK), 김하성 (넥센)
외야수 : 정수빈 (두산), 박건우 (두산), 김현수 (두산), 박해민 (삼성), 박지영 (방송인), 박철민 (방송인) 

### 제5회
2016년 12월 4일 고척스카이돔

#### 종범신 팀
감독 : 이종범 (MBC 스포츠 플러스 해설위원)
투수 : 정민철 (MBC 스포츠 플러스 해설위원) , 김세현, 신재영, 박주현 (이상 넥센),  노경은 (롯데)
포수 :  김태군 (NC)
내야수 : 최태원 (LG 트윈스 주루코치), 김하성, 이정후 (이상 넥센) , 송광민, 김태균 (이상 한화), 이여상 (롯데) , 박효준 (뉴욕양키스) , 안치홍 (KIA), 이호준 (NC)
외야수 :  박재홍 (MBC 스포츠 플러스 해설위원) , 손아섭, 김문호  (이상 롯데), 김현수 (볼티모어) 조동화, 김강민 (이상 SK) , 이용규 (한화), 배지현 (MBC 스포츠 플러스 아나운서), 이병진 (연예인)

#### 양신 팀
감독 : 양준혁(MBC 스포츠 플러스 야구 해설위원)
투수 : 김선우(MBC 스포츠 플러스 야구 해설위원) , 김광현,  윤희상, 신재웅 (이상 SK) , 우규민 (LG) , 장민재 (한화) 
포수 : 윤요섭 (kt) 
내야수 : 마해영 (전 야구 해설위원) , 서용빈 (LG 코치) , 이승엽, 구자욱 (이상 삼성) , 한동민, 최정 (이상 SK) , 손주인 (LG) , 김민성 (넥센) , 이학주 (샌프란시스코) , 하주석 (한화) , 박석민 (NC)
외야수 : 박해민 (삼성), 최형우 (KIA), 김성욱 (NC) , 박지영  (MBC 스포츠 플러스 아나운서),  박철민  (연예인)

### 7회
2018년 12월 9일 고척스카이돔

#### 종범신팀
감독 : 이종범 (LG 코치)
코치 : 홍성흔 (AZL 파드리스 코치)
투수 : 손승락 (두산), 김원중, 구승민 (이상 롯데), 차우찬, 임찬규, 김대현 (이상 LG), 이민호, 구창모 (이상 NC), 정영일 (SK), 엄상백 (kt), 박상원 (한화)
포수 : 	김민수 (삼성), 이재원(SK)
내야수 : 박효준(뉴욕 양키스), 신본기(롯데), 최주환(두산)
외야수 : 조수행(두산), 김용의(LG), 김성욱(NC), 강백호(kt), 한동민(SK)

#### 양신팀
감독 : 양준혁 (MBC Sports+ 야구 해설위원)
코치 : 동봉철 (대한민국 여자 야구 국가대표팀 감독)
투수 : 고영표, 이대은 (이상 kt), 우규민, 양창섭 (이상 삼성), 김택형, 김태훈 (이상 SK), 신재영, 한현희 (이상 넥센), 박세웅 (롯데), 김세현 (KIA)
포수 : 장승현, 양의지 (이상 두산)
내야수 : 허경민, 류지혁 (이상 두산), 황재균 (kt), 최정 (SK), 하주석 (한화)
외야수 : 정수빈, 박건우 (이상 두산), 민병헌 (롯데), 심규빈 (서울고), 김헌곤 (삼성)

### 8회
2019년 12월 15일 고척스카이돔

#### 종범신팀
감독 : 이종범 (주니치 드래곤즈 연수코치)
코치 : 김병현 (MBC Sports+ 야구 해설위원)
투수 유희관 (두산), 안우진 (키움), 정우영, 고우석 (이상 LG), 박진우 (NC), 이대은, 김민, 배제성,(이상 KT), 박상원 (한화)
포수 : 양의지, 김태군 (이상 NC)
내야수 : 허경민 (두산), 박민우 (NC), 김선빈, 유민상 (이상 KIA), 김효원 (영남중)
외야수 : 김규민 (키움), 한동민 (SK), 이천웅 (LG), 강백호 (KT), 이창진 (KIA)

#### 양신 팀
감독 : 양준혁 (MBC Sports+ 야구 해설위원)
코치 : 이상훈 (MBC Sports+ 야구 해설위원)
투수 : 이영하 (두산), 차우찬, 심수창, 한선태 (이상 LG), 이재학 (NC), 조상우 (키움), 원태인 (삼성), 박세웅 (롯데)
포수 : 김민수 (삼성), 권혁경 (신일고)
내야수 : 김하성 (키움), 김용의 (LG)엘사, 이학주 (삼성), 정은원, 변우혁 (이상 한화), 김창평 (SK), 박찬호 (KIA)
외야수 : 정수빈, 국해성 (이상 두산), 이정후 (키움), 채은성 (LG)

### 9회
2021년 12월 4일 고척 스카이돔

#### 종범신팀
감독 : 이종범 (LG 트윈스 코치)
코치 : 심수창 (레전드)
투수 : 김택형 (SSG), 이정용, 임찬규 (이상 LG), 이의리, 정해영 (이상 KIA), 김진욱, 최준용 (이상 롯데), 조상우 (키움)
포수 : 	이성주 (경기고)
내야수 : 박찬호, 김선빈, 김태진, 황대인 (이상 KIA), 정은원 (한화), 박효준 (피츠버그)
외야수 : 이정후 (키움), 한유섬 (SSG)

#### 양신팀
감독 : 양준혁 (MBC Sports+ 야구 해설위원)
코치 : 마해영 (레전드)
포수 : 	강재민 (한화), 최원준, 이영하 (이상 두산), 정우영, 고우석 (이상 LG), 원태인, 최채흥 (이상 삼성), 장지훈 (SSG)
내야수 : 강백호, 심우준 (이상 kt), 김혜성 (키움), 정훈, 한동희 (이상 롯데), 최지만 (탬파베이)